# Kitabatake Chikafusa
Kitabatake Chikafusa (北畠 親房?  8 de marzo de 1293 – 1 de junio de 1354) fue un cortesano y escritor japonés durante el siglo XIV, consejero de cinco emperadores. Luchó en defensa de la Corte del Sur durante el período Nanbokuchō, como miembro de la rama Murakami del clan Minamoto. Escribió algunas de sus obras más grandes e importantes durante el reino del Emperador Go-Daigo, bajo el cual propuso una serie de reformas y logró que se revivieran o restauraran sistemas políticos y económicos creados varios siglos antes. Compuso una historia de Japón y varias obras en las que defendió el derecho de Go-Daigo a ocupar el trono. 

## Ideas políticas
Kitabatake, en sus escritos, mostraba una fuerte aversión hacia el clan Ashikaga, la familia gobernante en el momento que ostentaba la posición de shogun y mantenía una rivalidad en la corte imperial conocida como la Corte del Norte. Esta aversión no se basaba únicamente en que eran más guerreros que nobles (y, por consiguiente, eran torpes y cerriles en la Corte) sino que los Ashikaga pertenecían a una rama menos distinguida del famoso clan Minamoto que la rama Murakami, a la que pertenecía el mismo Kitabatake. En particular, le desagradaba Ashikaga Takauji, el primer shogun Ashikaga, quien al principio había apoyado el reclamo de Go-Daigo por el trono, pero que al final se había unido a la Corte del Norte y había prometido destruir a todos los que apoyaran la Corte del Sur del Emperador.
Kitabatake también escribió de manera negativa sobre Nitta Yoshisada, uno de los militares de Go-Daigo más importantes. Veía a Nitta como un guerrero, que se diferenciaba muy poco de los shoguns, y también lo acusaba de no haber acudido cuando el emperador lo había necesitado. Según Kitabatake, si Nitta hubiese estado más disponible en el sur del país, en vez de estar peleando sus propias batallas en el norte, podría haberse evitado la muerte de Kitabatake Akiie, el hijo de Chikafusa.

## Últimos años y fallecimiento
Cuando Go-Daigo falleció en 1339, Chikafusa se encontraba sitiado en su baluarte en la provincia de Hitachi. Envió copias de sus obras más importantes al nuevo emperador, Go-Murakami, de doce años de edad, para aconsejarlo a él y a sus consejeros. Aunque se lo reconoce por sus obras escritas y su trabajo como consejero imperial, Kitabatake también fue un comandante competente en la guerra, y desobedeció a las órdenes superiores del shogun en varias ocasiones. El asedio de Hitachi duró cuatro años, y pese a que su fortaleza finalmente se rindió ante los partidarios del shogun, Kitabatake escapó a Yoshino, la capital de la Corte del Sur, donde aconsejó al emperador hasta su propio fallecimiento, en 1354.

## Legado
Chikafusa es considerado uno de los hombres más importantes de su época, junto con su rival Ashikaga Takauji. Aunque sus obras están muy influenciadas por sus experiencias personales y sus opiniones políticas, son de los recuentos más detallados que están disponibles sobre la historia del gobierno feudal en Japón y de la línea real de los emperadores.

## Obras
En sus obras sobre el linaje imperial legítimo, Kitabatake abarcó el tema de la posesión de las tierras. En un documento señaló que el Shugo y el Jitō provincial estaban "hambrientos por las tierras", y escribió que la creación de este sistema en 1190 alteró el estado tradicional del país y causó que se perdiera el arte de gobernar.
Aunque los detalles completos de sus ideas y reformas son desconocidos, se cree que Kitabatake deseaba un regreso a las estructuras gubernamentales aplicadas durante la Taihō Era, en 702, antes del crecimiento del feudalismo y del poder militar. Reconoció que ciertos privilegios ganados por los bushi (las familias de guerreros más importantes) y los kuge (los nobles de la corte) en esa época no debían ser revocados, pero sí era importante que se abolieran los sistemas de regímenes de propiedades y recolección de impuestos que apoyaban el poder de los bushi. Kitabatake veía a los bushi, y por lo tanto al bakufu (shogunato), el gobierno militar, como enemigos del emperador.
En 1339, escribió Jinnō Shōtōki (神皇正統記), en el cual relató la historia de Japón mediante el análisis de los reinos imperiales, desde los primeros emperadores míticos y semi-legendarios hasta Go-Daigo y su sucesor, Go-Murakami. Estaba dirigido hacia el joven emperador Go-Murakami, como una guía, y servía además como un tratado defensor de la legitimidad de la Corte del Sur. Fue escrito en su mayoría de manera informal, y recopilado y editado en 1343. Uno de los problemas que trataba era la distribución caótica y desbalanceada de la tierra, de lo cual culpaba al gobierno; también culpaba a los oficiales del gobierno y a los señores feudales que reclamaban la tierra. Señaló que buscar recompensas no era un comportamiento adecuado, y que lo que debía hacer un guerrero era renunciar a la tierra e incluso a su propia vida en honor al deber. También sostuvo que el caos del feudalismo derivaba, en última instancia, de un número de personas ilimitado que reclamaba una cantidad limitada de tierra. 
La otra obra célebre de Kitabatake, Shokugen-shō, también fue escrita en 1339, y se basó en su mayoría en las memorias del autor, ya que este, sitiado en su provincia natal, no podía investigar en la Corte. Esta obra describió los orígenes y la organización de las oficinas gubernamentales y sus estructuras, además de las opiniones del autor sobre la promoción y la designación de los oficiales.